# Bartramia dilatata
Bartramia dilatata är en bladmossart som beskrevs av Brotherus och Irmscher 1914. Bartramia dilatata ingår i släktet äppelmossor, och familjen Bartramiaceae. Inga underarter finns listade i Catalogue of Life.